# Франц Епинус
Франц Мария Епинус (на немски: Franz Maria Aepinus) е германски физик, математик и натурфилософ. Автор е на изследвания в областта на електричеството, магнетизма, теорията на топлината, астрономията, оптиката и механиката.

## Биография
Франц Епинус е роден през 1724 година в Росток. След като известно време учи медицина, той се заема с физика и математика, като придобива достатъчна известност, за да стане член на Академията на науките в Берлин. През 1757 година се установява в Санкт Петербург, Русия, където преподава физика до пенсионирането си през 1798 година. Франц Епинус се ползва с особеното благоразположение на императрица Екатерина II, която го назначава за наставник на сина си Павел.
Последните години от живота си Епинус прекарва в Дорпат (днес Тарту), където умира през 1802 година.